# Pero (metrostation)
Pero is een metrostation in de Italiaanse gemeente Pero dat werd geopend op 19 december 2005 en wordt bediend door lijn 1 van de metro van Milaan.

## Geschiedenis
In maart 1994 werd besloten tot de verhuizing van de jaarbeurs van Amendola naar een groter terrein buiten de stad bij Rho. Om de nieuwe jaarbeurs per metro bereikbaar te maken werd tevens besloten om lijn 1 vanaf de gemeentegrens door te trekken. Pero, gelegen tussen Milaan en Rho, kreeg een station aan deze verlenging en daarmee ook een aansluiting op de metro. De aansluitende tunnels werden geboord waarbij werd uitgegaan van een eilandperron. Uiteindelijk werd afgezien van het eilandperron en werden, de in Milaan gebruikelijke, zijperrons toegepast. Deze wijziging betekende dat het station pas op 19 december 2005 werd geopend, ruim drie maanden na de rest van de lijn. In verband met aanpassingen voor de Expo 2015 was het station van 9 juni tot 13 juli 2014 gesloten en was Molino Dorino tijdelijk weer eindpunt.

## Ligging en inrichting
Het station ligt aan de Via Olana midden in Pero met de enige toegang bij het kruispunt met de Via Mario Greppi. Door de ligging buiten de gemeente Milaan valt het voor abonnementen onder het buitenstedelijk tarief, de gewone metrokaartjes zijn evenwel ook op dit deel van de lijn te gebruiken. Door de wijzigingen in het ontwerp is er sprake van een langgerekte verdeelhal boven de sporen met trappen en roltrappen op de kopse kanten. Het niet voltooide eilandperron is aan beide kanten afgesloten met een scheidingswand waardoor de beide sporen, net als bij Lanza aan lijn 2, in een eigen buis liggen.